# 苏豪 (匈牙利)
苏豪，是匈牙利诺格拉德州所辖的一个村。总面积17.56平方公里，总人口648，人口密度36.9人/平方公里（2011年1月1日）。